# Campionati canadesi di triathlon
La Federazione canadese di triathlon organizza con cadenza annuale i Campionati canadesi di triathlon. 

## Albo d'oro

### Uomini
| Anno | Oro              | Argento                | Bronzo                |
| ---- | ---------------- | ---------------------- | --------------------- |
| 1991 | Mark Bates       | Andrew MacMartin       | Frank Clarke          |
| 1992 | Andrew MacMartin | Frank Clarke           | Mark Bates            |
| 1993 | Mark Bates       |                        |                       |
| 1994 |                  |                        |                       |
| 1995 | Mark Bates       | Andrew MacMartin       | Peter Reid            |
| 1996 | Andrew MacMartin |                        |                       |
| 1997 | Mark Bates       | Franke Clarke          | Andrew MacMartin      |
| 1998 | Simon Whitfield  | Mark Bates             | Stefan Timms          |
| 1999 | Simon Whitfield  | Lachlan Vollmerhause   | Alec Rukosuev         |
| 2000 | Barry Foster     | Stefan Jakobsen        | Peter Reid            |
| 2001 | Simon Whitfield  | Kelly Guest            | Colin Jenkins         |
| 2002 | Simon Whitfield  | Kelly Guest            | Jocelyn Gascon-Giroux |
| 2003 | Simon Whitfield  | Brent McMahon          | Paul Tichelaar        |
| 2004 | Paul Tichelaar   | Paul Baillargeon Smith | Colin Jenkins         |
| 2005 | Simon Whitfield  | Brent McMahon          | Paul Tichelaar        |
| 2006 | Simon Whitfield  | Colin Jenkins          | Brent McMahon         |
| 2007 | Paul Tichelaar   | Paul Baillargoen Smith | Sam Bechtel           |
| 2008 | Brent McMahon    | Paul Baillargoen Smith | Jordan Bryden         |
| 2009 | Simon Whitfield  | Kyle Jones             | Paul Tichelaar        |
| 2010 | Simon Whitfield  | Kyle Jones             | Andrew Russell        |
| 2011 | Simon Whitfield  | Kyle Jones             | Alexander Hinton      |
| 2012 | Kyle Jones       | Alexander Hinton       | Matthew Sharpe        |
| 2013 | Kyle Jones       | Taylor Reid            | Matt Vierula          |
| 2014 | Kyle Jones       | Alexander Hinton       | Taylor Forbes         |
| 2015 | Taylor Forbes    | Austen Forbes          | Russell Pennock       |
| 2016 | Russell Pennock  | Matthew Sharpe         | Taylor Forbes         |
| 2017 | Tyler Mislawchuk | Alexis Lepage          | Matthew Sharpe        |
| 2018 | n.d.             | n.d.                   | n.d.                  |
| 2019 | Jeremy Briand    | Russell Pennock        | Charles Paquet        |

### Donne
| Anno | Oro               | Argento             | Bronzo              |
| ---- | ----------------- | ------------------- | ------------------- |
| 1991 | Joanne Ritchie    | Fiona Dorothy Cribb | Sue Schlatter       |
| 1992 | Joanne Ritchie    | Terri Smith         | Dorothy Cribb Fiona |
| 1993 |                   |                     | Joanne Ritchie      |
| 1994 | Carol Montgomery  |                     |                     |
| 1995 | Carol Montgomery  | Kirstie Otto        | Joanne Ritchie      |
| 1996 | Carol Montgomery  |                     | Sharon Donnelly     |
| 1997 | Sharon Donnelly   | Kirstie Otto        | Isabelle Baird      |
| 1998 | Lori-Lynn Leach   | Sharon Donnelly     | Isabelle Baird      |
| 1999 | Sharon Donnelly   | Carol Montgomery    | Cheryl Murphy       |
| 2000 | Donna Phelan      | Samatha McGlone     | Natasha Yaremczuk   |
| 2001 | Carol Montgomery  | Jill Savege         | Sharon Donnelly     |
| 2002 | Sharon Donnelly   | Natasha Filliol     | Jill Savege         |
| 2003 | Jill Savege       | Carol Montgomery    | Gillian Moody       |
| 2004 | Samantha McGlone  | Tara Ross           | Jennifer MacLean    |
| 2005 | Samantha McGlone  | Lauren Groves       | Kathy Tremblay      |
| 2006 | Lauren Groves     | Kathy Tremblay      | Carolyn Murray      |
| 2007 | Kathy Tremblay    | Ayesha Rollinson    | Alicia Kaye         |
| 2008 | Paula Findlay     | Tenille Hoogland    | Sarah-Anne Brault   |
| 2009 | Lauren Groves     | Kathy Tremblay      | Paula Findlay       |
| 2010 | Paula Findlay     | Kirsten Sweetland   | Chantell Widney     |
| 2011 | Sarah-Anne Brault | Paula Findlay       | Kyla Coates         |
| 2012 | Lauren Groves     | Sarah-Anne Brault   | Ellen Pennock       |
| 2013 | Amélie Kretz      | Ellen Pennock       | Kirsten Sweetland   |
| 2014 | Amélie Kretz      | Joanna Brown        | Alexandra Coates    |
| 2015 | Alexandra Coates  | Joanna Brown        | Karol-Ann Roy       |
| 2016 | Joanna Brown      | Dominika Jamnicky   | Severine Bouchez    |
| 2017 | Joanna Brown      | Paula Findlay       | Dominika Jamnicky   |
| 2018 | n.d.              | n.d.                | n.d.                |
| 2019 | Karol-Ann Roy     | Kyla Roy            | Ellen Pennock       |